# 맥키넌 패스

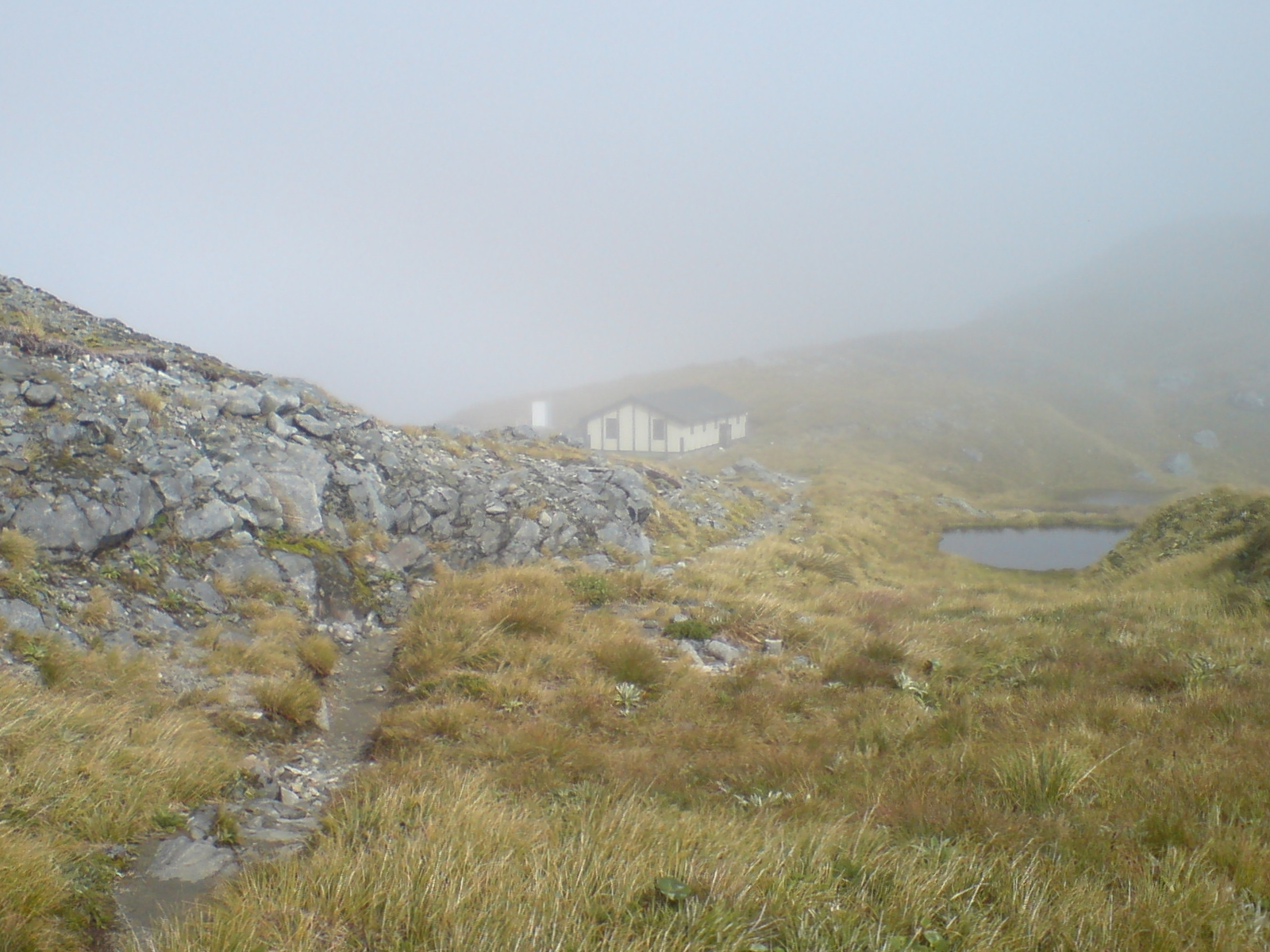
맥키넌 패스와 워킹트랙 산장

맥키넌 패스(Mackinnon Pass)는 뉴질랜드 남섬에 있는 피오르드랜드 국립공원의 아써 계곡과 테아나우 호수 사이의 밀퍼드 트랙 상의 1,140m 지점의 가장 높은 지점이다.
1888년 퀸틴 맥키넌과 어니스트 밋첼에 의해 발견되었으며, 오늘날에도 발견 기념물 간판이 그곳에 서있다. 맥키넌 패스는 또한 단기 / 비상사태를 위한 산장이기도 하다.

## 같이 보기
- 밀퍼드 트랙